# Andrzej Petrykowski

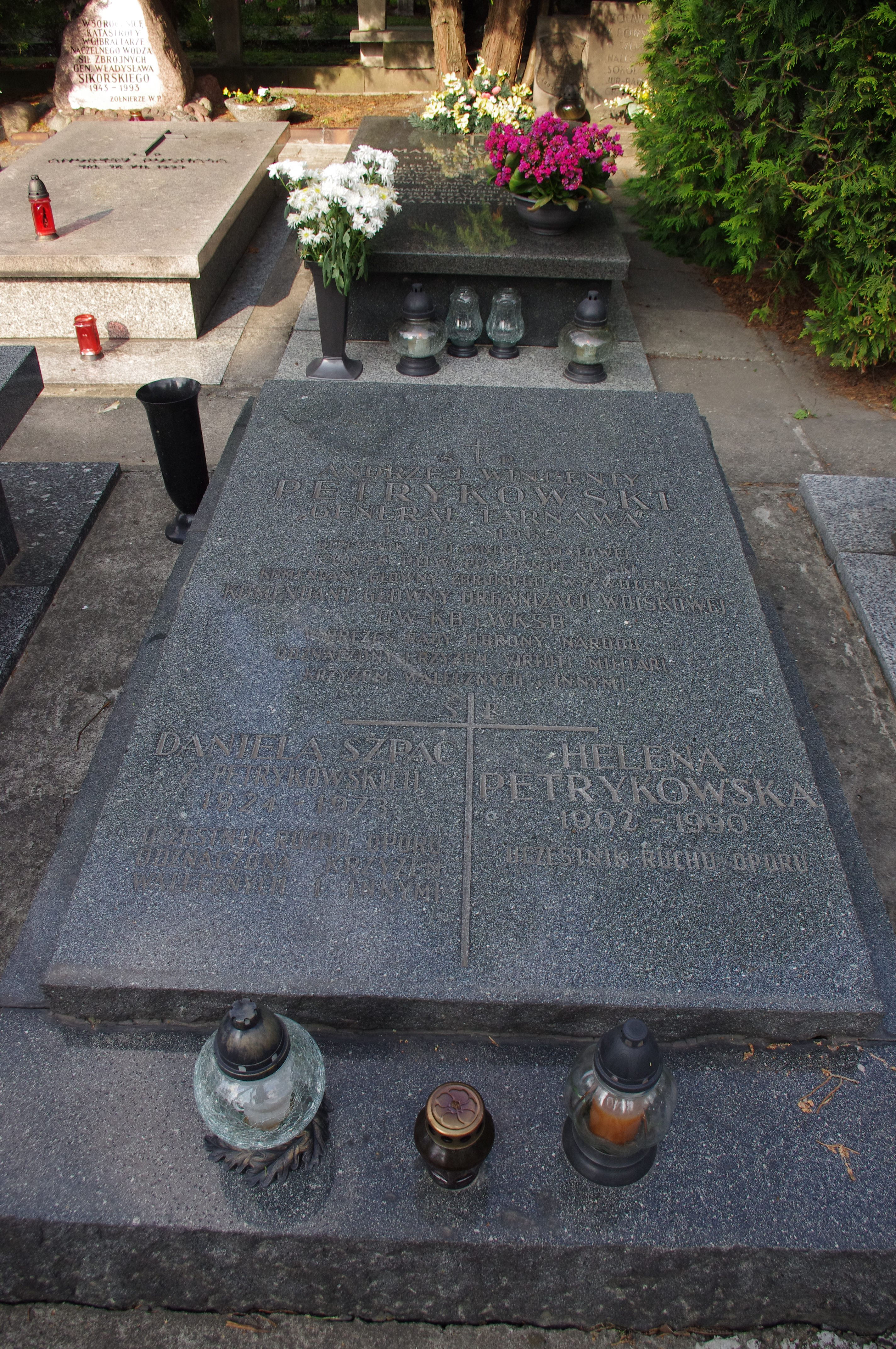
Grób Andrzeja Petrykowskiego – dowódcy Korpusu Bezpieczeństwa na Cmentarzu Wojskowym na Powązkach

Andrzej Wincenty Petrykowski ps. „Zawada”, „Andrzejewski”, „Tarnawa”- (ur. 22 czerwca 1903 r. w Warszawie, zm. 4 maja 1965 r.) – porucznik rezerwy Wojska Polskiego, komendant główny Zbrojnego Wyzwolenia i Korpusu Bezpieczeństwa podczas okupacji niemieckiej, pułkownik Ludowego Wojska Polskiego.

## Życiorys
Pod koniec I wojny światowej wstąpił do Polskiej Organizacji Wojskowej. W listopadzie 1918 r. brał udział w rozbrajaniu Niemców na ulicach Warszawy. W 1921 r. walczył w III powstaniu śląskim. W okresie międzywojennym był dyrektorem zakładów metalowych w Warszawie. Uczestniczył w wojnie obronnej 1939 r., podczas której został ranny. Wzięty do niewoli niemieckiej uciekł i na pocz. października 1939 r. powrócił do Warszawy.
7 października utworzył organizację konspiracyjną Zbrojne Wyzwolenie. Blisko współpracował z Organizacją Wojskową (OW) płk. rez. Witolda Orzechowskiego ps. „Longinus”. Od pocz. 1940 r. Zbrojne Wyzwolenie organizowało w skali kraju pomoc i opiekę dla Żydów, szczególnie rozwijając je na terenie Warszawy, co zostało potwierdzone 20 stycznia przez OW i Centralny Komitet Organizacji Niepodległościowych. W lutym powstała wspólna komórka OW i Zbrojnego Wyzwolenia, koordynująca akcję pomocy warszawskiemu gettu. Do akcji tej podstawowy wkład wniósł A. Petrykowski, który osobiście nadzorował różne sprawy, choćby transporty broni dla Żydów w getcie bądź żywności. Wciągnął do tej działalności oddziały Henryka Iwańskiego ps. „Bystry”, Wrzesińskiego ps. „Sowa”, czy Markowskiego ps. „Ostoja”. Zorganizował patrole, które pomagały w wyprowadzaniu Żydów z warszawskiego getta, a następnie w wyszukiwaniu melin i zabezpieczaniu ich. Nakazał rozszerzenie działalności komórek legalizacyjnych w celu ułatwienia im życia poza gettem. Zarządzał także pomocą dla ludności żydowskiej z gett w Lublinie, Lwowie i innych miastach. Nawiązał w tym celu kontakty z Delegaturą Rządu na Kraj.
W listopadzie 1943 r. współtworzył wraz ze swoją organizacją Korpus Bezpieczeństwa (KB), zostając jego komendantem głównym. Współuczestniczył w powołaniu 11 listopada Rady Obrony Narodu, stanowiącej platformę współpracy z innymi organizacjami konspiracyjnymi, zostając jej wiceprezesem i komisarzem obrony. Podporządkował taktycznie swoją organizację Komendzie Głównej Armii Krajowej. 26 lipca 1944 r. w Warszawie zawarł jednak porozumienia z komunistyczną Armią Ludową, a następnego dnia Polską Armią Ludową. Następnie z częścią KG KB wyjechał z Warszawy w Lubelskie, przeszedł linię frontu i nawiązał w Lublinie kontakt z wkraczającymi na ziemie polskie LWP i Polskim Komitetem Wyzwolenia Narodowego, podporządkowując mu KB. Nakazał wszystkim żołnierzom KB wstępować w szeregi LWP.
Następnie został pierwszym komendantem garnizonu miasta Lublin i jednocześnie oficerem do zleceń Naczelnego Dowódcy LWP. 6 marca 1945 r. został aresztowany przez Informację Wojskową pod zarzutem obsadzania stanowisk dowódczych w LWP b. żołnierzami AK i KB, wyrażania niezadowolenia z powodu sprawowania stanowiska Naczelnego Dowódcy LWP przez marszałka Michała Rolę-Żymierskiego, a nie gen. Zygmunta Berlinga, a także wrogie nastawienie wobec ZSRR, Armii Czerwonej i Rządu Tymczasowego oraz żywienie nadziei na powrót do Polski rządu emigracyjnego z Londynu. Pod koniec października został przewieziony do nowej siedziby Głównego Zarządu Informacji w Warszawie przy ul. Chałubińskiego. W 1946 r. skazano go na 10 lat więzienia, ale wskutek ogłoszenia amnestii wyrok zmniejszono do 2 lat i 6 miesięcy z zaliczeniem aresztu. 6 września 1947 r. A. Petrykowski wyszedł na wolność. W 1958 r. Najwyższy Sąd Wojskowy uchylił wydany na niego wyrok.
Pochowany na cmentarzu Powązki Wojskowe w Warszawie (kwatera B28-1-15).